# 手前勝手な陳述
手前勝手な陳述（てまえがってなちんじゅつ、英語: Special pleading）とは、非形式的誤謬の一つであり、一般的かつ普遍的な原則に対して、正当でない例外を設ける主張のことをいう。二重基準の一種。

## 例
ルールが裏目に出ることを避けるために、場当たり的な例外を設ける場合
誰が容疑者であっても、すべての人は職務を遂行する警察に協力する義務がある。だからこそ我々は警察内部の汚職捜査を支持しなくてはならない。法の上に立つ人はいないのだ。もちろん、警察が私の家にやってきて、私の隣人や私のビルで起きた強盗について尋ねてきたとしても、私は何も知らない。私は誰も裏切るつもりはない。
「あなたは私とは違う。だからあなたは私の立場について考えたり、意見を持つ権利を持たない」
アドバイスはいらないから胸にしまっておいてくれ。私と同じように育ってきたわけではないのだから、あなたにはわからない。

## 統計において
統計の文脈においては、結果の一部のデータを用いて再分類や再定量化を行うことで、その結果の解釈を「調整」する一方で、他のカテゴリには同じ検定を適用しない場合に発生することがある。